# Альфред Брендель
Альфред Брендель (нім. Alfred Brendel; 5 січня 1931, Візмберг — 17 червня 2025) — австрійський піаніст, британський підданий.

## Життєпис
Дитинство і юність Бренделя пройшло в Загребі і потім в Граці, в кінці Другої світової війни він був відправлений на риття траншей і потрапив до лікарні з обмороженням. Весь цей час він складав музику, грав на фортепіано і малював — і є чи не єдиним великим піаністом XX століття, які не отримали систематичної музичної освіти (Брендель відвідував майстер-класи Едвіна Фішера і Едуарда Штейермана, екстерном закінчив Віденську академію музики).
Перший виступ Бренделя відбулося в Граці, коли йому було 17 років, і було повністю присвячено фуги, причому поряд з творами Баха, Брамса і Ліста Брендель виконав кілька своїх творів. Надалі, проте, Брендель повністю відмовився від письменництва. У 1949 році Брендель взяв участь в конкурсі піаністів імені Ферруччо Бузоні і отримав 4-ту премію; в 1950 році він перебрався до Відня. До 1952 року відноситься перший запис Бренделя — П'ятий фортепіанний концерт Прокоф'єва. Аж до 1970-х років Брендель багато концертував в Австрії, виконуючи, головним чином, сонати Бетховена, твори Брамса, Ліста, Шумана і Шуберта, однак міжнародне визнання прийшло до Бренделя після лондонських виступів середини 1970-х (спочатку з Бетховеном); в Лондон Брендель і переселився. З Бетховеном були пов'язані і історичні цикли концертів Бренделя 1980-х-90-х років, включаючи виконання всіх 32 сонат Бетховена в Карнегі-холі.
В останні роки Альфред Брендель займається з молодими піаністами, виступає в ансамблі зі своїм сином, віолончелістом Адріаном, публікує свої вірші. У 2002 році він був удостоєний Премії Роберта Шумана за внесок у шуманівський репертуар. У 2004 році Бренделю була присуджена Премія Ернста Сіменса — одна з найпрестижніших світових музичних нагород.

### Особисте життя
Брендел двічі одружився. Перший шлюб, починаючи з 1960 по 1972 роки, був з Ірис Хейман-Гонсала, в цьому шлюбі народилася дочка Доріс, яка є поп-рок-музикантом. У 1975 році Брендель одружився з Іреною Семлер, у подружжя — троє дітей; син, Адріан, віолончеліст і дві дочки, Катаріна та Софі.

## Творчість

### Репертуар
В репертуарі Бренделя переважає австрійська і німецька класика. До музики XX століття Брендель звертається порівняно рідко, хоча фортепіанний концерт Арнольда Шенберга відноситься до числа найважливіших його робіт. Творче кредо Бренделя випливає з його заяви: «Я несу відповідальність перед композитором, а особливо перед твором» — позицію Бренделя часто описують як позицію музиканта-аналітика.

## Визнання і нагороди
- Кавалер ордена Британської імперії
- Премія Роберта Шумана (2002)
- Премія Ернста Сіменса (2004)
- Praemium Imperiale (Японія) (2009)

Введений в Зал слави журналу Gramophone.